# Louis Péchard
Louis Péchard, né le 19 août 1849 à Orléans et mort le 15 janvier 1917 dans le 9e arrondissement de Paris, est un architecte français.

## Biographie
Devenu architecte il exerce à Paris, entre 1890 et 1910, où il réalise principalement des immeubles bourgeois haussmanniens.
Il épouse Lucié Badie (1847-1919), née Le Hec de Montosse, et décède en 1917. Son épouse se remarie avec le capitaine Paul Eugène Milliet.
Louis Péchard est inhumé au cimetière du Père-Lachaise, division 94.

## Réalisations
Parmi ses réalisations, on peut citer : 
- 5, cité de la Roquette : ancienne ébénisterie Dugast, (Paris 11ème, 1891) ;
  - Maison de style néo-gothique flamboyant et ateliers d'ébénisterie construits en 1891 par l'architecte Louis Péchard pour J. Louault, loué à l'ébéniste Dugast avant 1918[4].
- 11, rue Jaucourt, (Paris 12ème, 1901) ;
- 9, rue Jaucourt, (Paris 12ème, 1902) ;
- 51bis, boulevard de Picpus, (Paris 12ème, 1904) ;
- 2, avenue Émile-Pouvillon, (Paris 7ème, 1905) ;
- 47, rue Championnet, (Paris 18ème, 1905).

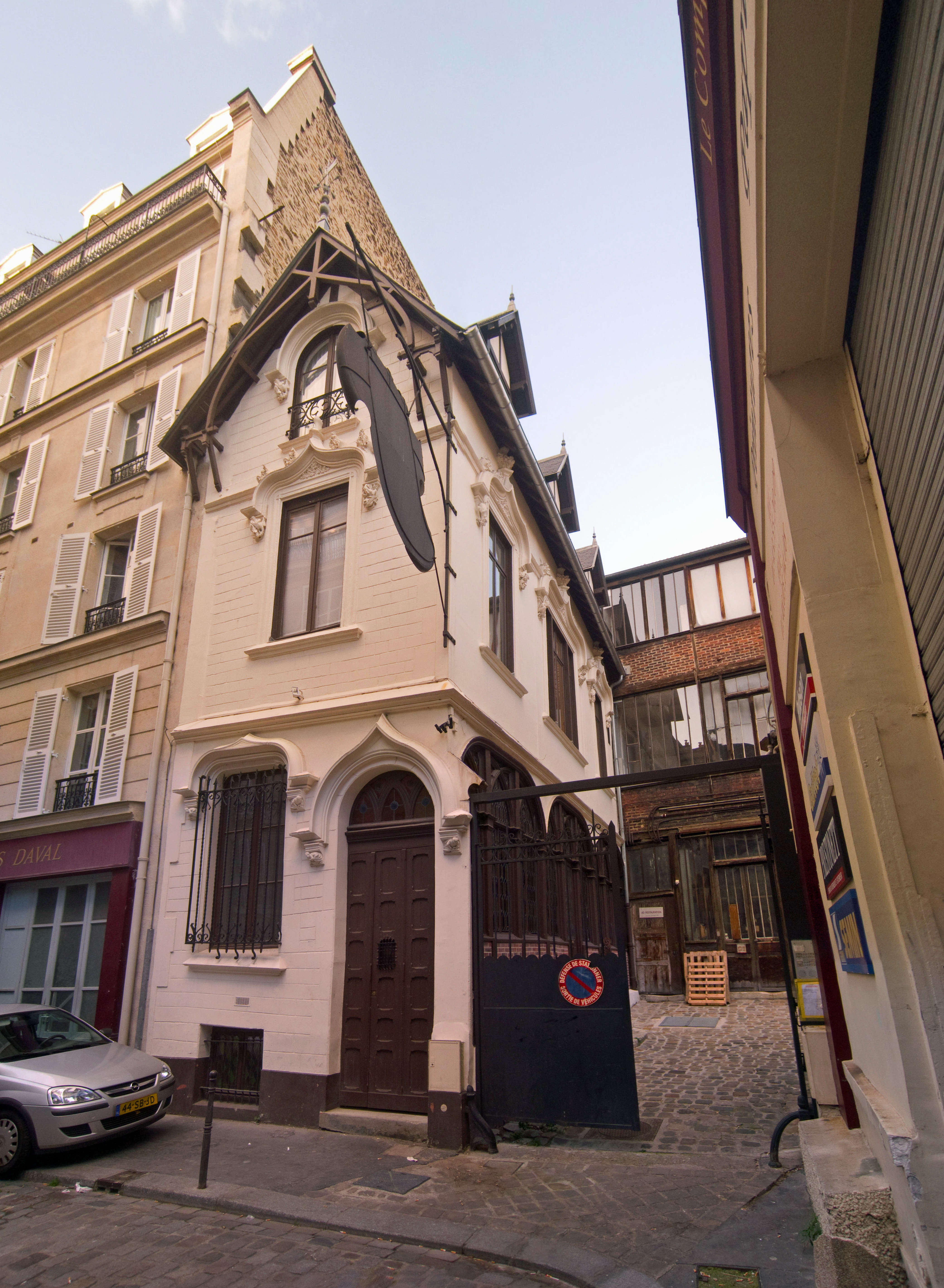
N°5, cité de la Roquette.
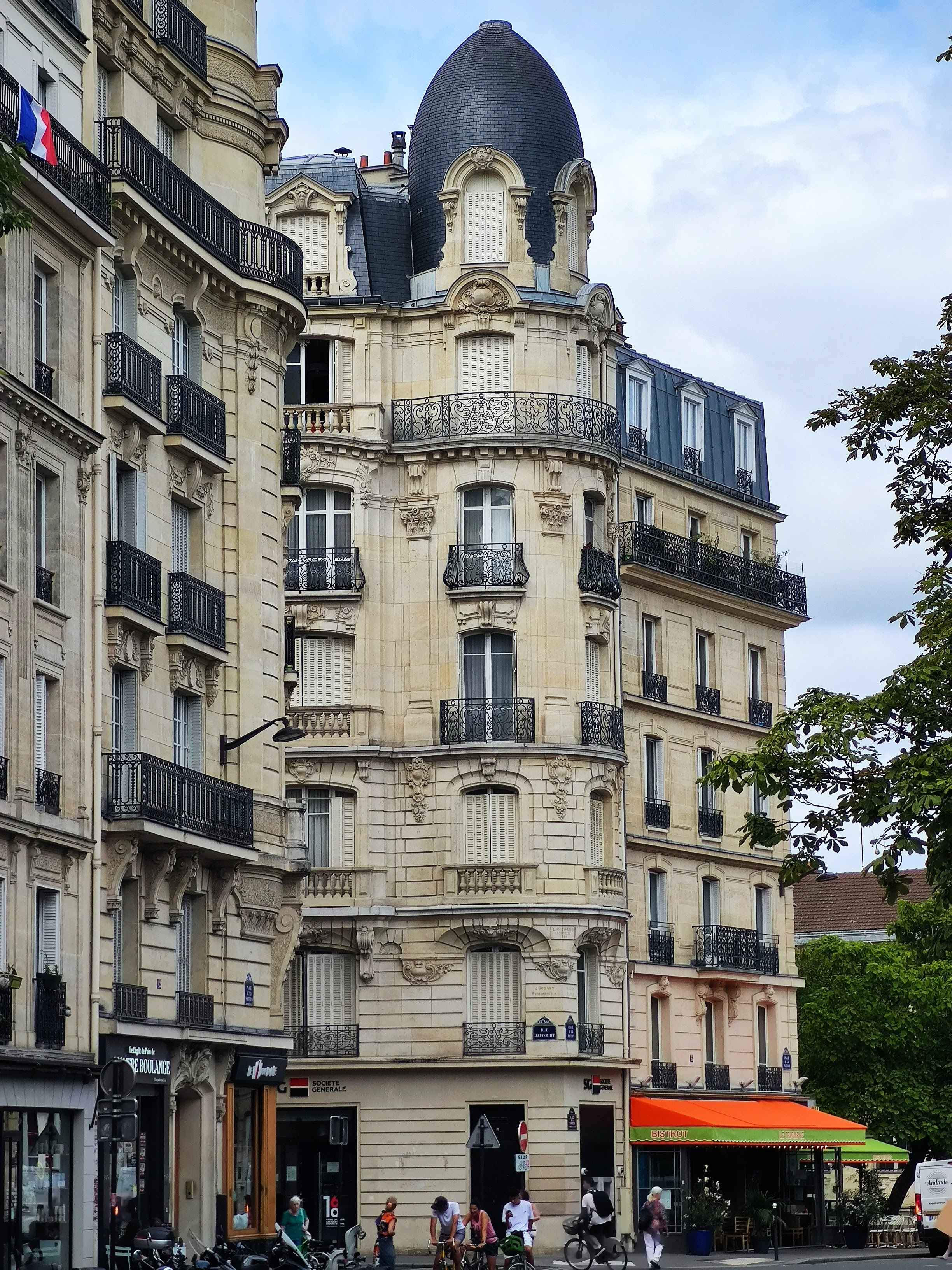
N°11, rue Jaucourt.